# Махарадзе, Арчил Филиппович
Арчил Филиппович Махарадзе (1908—1979) — инженер-полковник, специалист по корабельным двигателям, лауреат Сталинской премии. Сын грузинского революционера Филиппа Иесеевича Махарадзе.

## Биография
Родился в 1908 г. в Тбилиси (Тифлис). Окончил МВТУ, кафедра «Двигатели внутреннего сгорания».
На службе в Рабоче-крестьянском ВМФ с 30.09.1933 г.
Послужной список:
- 9.-12.1933 учёба на Курсах инженеров-механиков ВМФ;
- 12.1933-4.1934 в резерве ГУПВО НКВД;
- 4.-12.1934 приемщик верфи «Ансальдо», Италия;
- 12.1934-4.1935 г. командир группы, 62-й морской пограничный отряд ДВК (Владивосток);
- 4.1935-2.1937 г. инженер по приёмке объектов, завод «Фиат», Италия (командирован для наблюдения за изготовлением и приемкой дизелей для представительского катера ГК-4)[2];
- 2.-11.1937 г. инженер Завода № 5, Ленинград (инженер-дизелист наблюдатель и приемщик кораблестроительной команды Морпогранохраны ГУПВО НКВД СССР);
- 11.1937-10.1939 гг. старший военный представитель, Завод № 5, Ленинград;
- 10.1939-6.1941 г. уполномоченный КПА ГУПВО НКВД, Ленинград;
- 6.1941-6.1942 г. старший военпред КПА Управления кораблестроения ВМФ на Заводе № 190, Ленинград;
- 6.1942-3.1944 гг. начальник отделения КПА УК ВМФ на Заводе № 341, Рыбинск;
- с 3.1944 г. районный инженер КПА УК ВМФ на Заводе № 640, г. Сосновка;
- с 1945 инженер 1-го ЦНИИ МО.

## Награды и звания
Приказом НКВД СССР от 23.07.1937 г. присвоено звание «Военинженер 3 ранга». Инженер-подполковник, с 1945 инженер-полковник.
Сталинская премия за 1947 год — за коренное усовершенствование двигателя для боевых кораблей и внедрение его в судостроение (создание дизельного двигателя М50).
- Два Орден Красного Знамени:
  - 20.09.1943 — за успешное выполнение в условиях Отечественной войны заданий Правительства по охране государственной границы СССР и обеспечению службы охраны в тылу действующей Красной Армии);
  - 03.11.1953;
- Орден Красной Звезды (20.06.1949);
- медали, в том числе:
  - Медаль «За боевые заслуги» (03.11.1944);
  - Медаль «За победу над Германией в Великой Отечественной войне 1941—1945 гг.».